# Wahlströms detektivserie
Wahlströms detektivserie var en bokserie med detektivromaner utgiven av B. Wahlströms bokförlag.
| Titel                    | Författare          | Utgivningsår |
| ------------------------ | ------------------- | ------------ |
| Gula rummets hemlighet   | Gaston Leroux       | 1934         |
| Mordgåtan i studentorden | Milton M. Propper   | 1934         |
| Den viskande mannen      | H. Kitchell Webster | 1934         |
| I skuggan av repet       | Øvre Richter Frich  | 1934         |
| Damen i alkoven          | A.K. Green          | 1935         |
| De fyra rättvisa männen  | Edgar Wallace       | 1935         |
| Den knutna handen        | Arthur B. Reeve     | 1935         |
| Hårnålsmysteriet         | J.M. Walsh          | 1935         |
| En kvart före åtta       | R.G. Quin           | 1935         |
| Den svartklädda damen    | Herbert Adams       | 1935         |